# ألكسي بوجوريلوف
ألكسي بوجوريلوف (الروسية: Алексе́й Васи́льевич Погоре́лов) (و. 1919 – 2002 م) هو رياضياتي، وفيزيائي، وأستاذ جامعي، وسياسي من الاتحاد السوفيتي . ولد في كوروتشا.
وكان عضواً في الأكاديمية الروسية للعلوم، وأكاديمية العلوم في الاتحاد السوفياتي، والأكاديمية الوطنية للعلوم في أوكرانيا .
توفي في موسكو ، عن عمر يناهز 83 عاماً.

## التعليم
تعلم في جامعة موسكو الحكومية

## جوائز
حصل على جوائز منها:
- جائزة لينين (1962)
- وسام الراية الحمراء من حزب العمال
- جائزة الاتحاد السوفييتي الحكومية
- State Prize of Ukraine in Science and Technology
- وسام الحرب الوطنية من الدرجة 2
- وسام لينين.